# Maria Yazdanbakhsh
Maria Yazdanbakhsh  (persisch یزدانبخش; * 11. Dezember 1959 in Goslar) ist eine niederländische Immunologin und Parasitologin.
Maria Yazdanbakhsh studierte an der School of Hygiene & Tropical Medicine der Universität London mit dem Abschluss mit medizinischer Parasitologie 1982 und wurde 1987 an der Universität Amsterdam über Immunbiologie von Eosinophilen promoviert. Als Post-Doktorandin war sie am Imperial College London. 1990 wurde sie Dozentin in Parasitologie an der Universität Leiden, wurde 1995 Assistenzprofessor und 2005 Professor für zelluläre Immunologie parasitärer Infektionen am Medical Center der Universität Leiden (LUMC). 2012 wurde sie Leiterin der Abteilung Parasitologie. Sie ist wissenschaftliche Leiterin des Controlled Human Infection Center (L-CHIC).
2010 war sie Gastprofessorin im medizinischen Forschungszentrum in Lambaréné in Gabun und in Jakarta. Sie baute in der Folge Verbindungen zu Forschern in Indonesien und Afrika (Gabun, Ghana, Senegal, Uganda) auf. Seit 2018 ist sie Beraterin des Centre for Molecular Parasitology an der Universität Glasgow.
Maria Yazdanbakhsh entdeckte, dass parasitäre Infekte das Immunsystem so modifizieren können, dass sie den Wirt vor Entzündungskrankheiten wie Allergien oder Typ 2 Diabetes schützen. Sie stützte damit die Hygiene-Hypothese.
Sie ist eine der Pionierinnen in der Erforschung der Wege, wie Parasiten das Immunsystems ihrer Wirte manipulieren. Zum Beispiel erforschte sie wie Wurminfektionen die Immunantwort ändern und so allergische Reaktionen abmildern. Sie fand aber auch, dass diese modifizierte Immunantwort den Bewohnern afrikanischer Länder auch Nachteile bringt. Zum Beispiel erreichte aus diesem Grund ein in Europa fast zu hundert Prozent effizienter Malaria-Impfstoff in Afrika nur 30 Prozent.
1997 erhielt sie den MSD Award für humane Parasitologie. 2015 war sie Präsidentin der Niederländischen Gesellschaft für Parasitologie. 2020 wurde sie Mitglied der Academia Europaea und der Königlich Niederländischen Akademie der Wissenschaften, 2023 Mitglied der European Molecular Biology Organization. 2021 erhielt Yazdanbakhsh den Spinoza-Preis.